# Endsieg
Endsieg ([ˈɛntziːk]) é o termo alemão para "vitória final", geralmente utilizado para descrever a vitória ao fim de uma guerra ou conflito armado.

## Uso histórico
A palavra também foi usada na Primeira Guerra Mundial. Adolf Hitler usou o termo Endsieg em seu livro Mein Kampf ("Minha Luta") em 1925 quando perguntou retoricamente se o destino queria que o povo judeu alcançasse a vitória final.
Nas décadas de 1930 e de 1940, a palavra foi amplamente utilizada pela propaganda do Terceiro Reich. Endsieg era parte integrante da doutrina nazista: Não prevalecendo as perdas temporárias, o Terceiro Reich prevaleceria ao fim, e assim qualquer ofensa à fidelidade à ideologia nazista não seria tolerada. Esta conjuração de vitória final tornou-se mais desesperada em 1943 quando os sucessos bélicos dos Aliados forçaram a Alemanha a deixar a ofensiva e passar à defensiva. Não obstante, Joseph Goebbels ainda falava de Endsieg em um momento tão tardio quanto março de 1945, pouco antes da ofensiva que levaria à tomada de Berlim e ao fim da guerra na Europa.